# Namibia, Land of the Brave
Namibia, Land of the Brave est l'hymne national de la Namibie.
La coutume en Namibie veut que soient chantés solennellement au début de chaque cérémonie officielle, l'hymne national puis l'hymne africain. Toute l'assistance doit alors se lever et participer à ces chants, le plus souvent accompagnée d'une chorale (présente ou enregistrée).

## Paroles originales
Namibia! Land of the brave!

Freedom fight, we have won,

Glory to the bravery,

Whose blood waters

Our freedom.

We give our love and loyalty

Together in unity.

Contrasting, beautiful Namibia, Namibia our country

Beloved land of savannah,

Hold high the banner of liberty.

Namibia, our country

Namibia motherland

We love thee!

## Traduction en français
Namibie ! Pays des braves ! 

Le combat de la liberté, nous l'avons gagné,

Gloire à leur bravoure,

Ceux dont le sang arrose

Notre liberté.
Nous offrons notre amour et notre loyauté

Ensemble dans l'unité.

Contrastée et belle Namibie, Namibie notre pays

Terre bien-aimée de savanes,

Arborez bien haut la bannière de la liberté.

Namibie, notre pays

Namibie mère-patrie

Nous t'aimons !